# Лижні перегони на зимових Олімпійських іграх 1968
Змагання з лижних перегонів на зимових Олімпійських іграх 1968 тривали з 7 до 17 лютого в Отрані неподалік від Гренобля (Франція).
Розіграно 7 комплектів нагород. Чоловіки змагалися на дистанціях 15, 30 та 50 км, а також в естафеті 4×10 км, а жінки розіграли медалі на дистанціях 5, 10 км і в естафеті 3×5 км. Порівняно з попередньою Олімпіадою 1964 року в Інсбруку програма змагань у лижних перегонах не змінилась. У змаганнях взяли участь 147 лижників (110 чоловіків та 37 жінок).
Після провалу на Олімпійських іграх 1964 року, де норвежці зуміли виграти в лижних перегонах лише 2 срібла зусиллями Гаральда Ґреннінгена, цього разу вони виступили найуспішніше. У 7 дисциплінах вони вибороли 4 золоті нагороди, 2 срібні та 1 бронзову. Гаральд Ґреннінген та Уле Еллефсетер стали дворазовими олімпійськими чемпіонами Гренобля.
У жінок найкраще виступила 30-річна шведська лижниця Тойні Густафссон, яка виграла обидві особисті дистанції й стала другою у складі естафетної збірної Швеції. Лише падіння радянської лижниці Галини Кулакової на останньому кілометрі дистанції дозволило Густафссон виграти золоту медаль на 5 км (шведка випередила Кулакову лише на 3,2 сек).

## Чемпіони та призери

### Таблиця медалей
| Місце               | Країна              | Золото | Срібло | Бронза | Загалом |
| ------------------- | ------------------- | ------ | ------ | ------ | ------- |
| 1                   | Норвегія (NOR)      | 4      | 2      | 1      | 7       |
| 2                   | Швеція (SWE)        | 2      | 2      | 1      | 5       |
| 3                   | Італія (ITA)        | 1      | 0      | 0      | 1       |
| 4                   | СРСР (URS)          | 0      | 2      | 2      | 4       |
| 5                   | Фінляндія (FIN)     | 0      | 1      | 2      | 3       |
| 6                   | Швейцарія (SUI)     | 0      | 0      | 1      | 1       |
| Загалом (6 збірних) | Загалом (6 збірних) | 7      | 7      | 7      | 21      |

### Чоловіки
| Дисципліна       | Золото                                                                    | Золото    | Срібло                                                                     | Срібло    | Бронза                                                                         | Бронза    |
| ---------------- | ------------------------------------------------------------------------- | --------- | -------------------------------------------------------------------------- | --------- | ------------------------------------------------------------------------------ | --------- |
| 15 км            | Гаральд Ґреннінген · Норвегія                                             | 47:54.2   | Ееро Мянтюранта · Фінляндія                                                | 47:56.1   | Гуннар Ларссон · Швеція                                                        | 48:33.7   |
| 30 км            | Франко Нонес · Італія                                                     | 1:35:39.2 | Одд Мартінсен · Норвегія                                                   | 1:36:28.9 | Ееро Мянтюранта · Фінляндія                                                    | 1:36:55.3 |
| 50 км            | Уле Еллефсетер · Норвегія                                                 | 2:28:45.8 | В'ячеслав Веденін · СРСР                                                   | 2:29:05.5 | Йозеф Гаас · Швейцарія                                                         | 2:29:14.8 |
| естафета 4×10 км | Норвегія (NOR) Одд Мартінсен Пол Тюлдум Гаральд Ґреннінген Уле Еллефсетер | 2:08:33.5 | Швеція (SWE) Ян Гальварссон Б'ярне Андерссон Гуннар Ларссон Ассар Реннлунд | 2:10:13.2 | Фінляндія (FIN) Калеві Ойкарайнен Ханну Тайпале Калеві Лауріла Ееро Мянтюранта | 2:10:56.7 |

### Жінки
| Дисципліна      | Золото                                                          | Золото  | Срібло                                                           | Срібло  | Бронза                                                  | Бронза  |
| --------------- | --------------------------------------------------------------- | ------- | ---------------------------------------------------------------- | ------- | ------------------------------------------------------- | ------- |
| 5 км            | Тойні Густафссон · Швеція                                       | 16:45.2 | Галина Кулакова · СРСР                                           | 16:48.4 | Алевтина Колчина · СРСР                                 | 16:51.6 |
| 10 км           | Тойні Густафссон · Швеція                                       | 36:45.5 | Беріт Мердре · Норвегія                                          | 37:54.6 | Інґер Еуфлес · Норвегія                                 | 37:59.9 |
| Естафета 3×5 км | Норвегія (NOR) Інґер Еуфлес Баббен Енґер Беріт Мердре-Ламмедаль | 57:30.0 | Швеція (SWE) Барбру Мартінссон Тойні Густафссон Брітт Страндберг | 57:51.0 | СРСР (URS) Алевтина Колчина Рита Ачкіна Галина Кулакова | 58:13.6 |